# Петраускас Антанас
Антанас Петраускас (19 травня 1905, село Йокубайчяй Ковенської губернії, тепер Кедайняйського району Каунаського повіту, Литва — 10 січня 1946, місто Вільнюс, тепер Литва) — литовський радянський державний діяч, секретар ЦК КП(б) Литви, 1-й секретар Каунаського міського комітету КП(б) Литви. Член ЦК Комуністичної партії Литви з 1937 року.

## Життєпис
Член Комуністичної партії Литви з 1925 року.
У 1927—1929 роках працював у відділі з роботи серед солдатів ЦК КП Литви.
У 1929 році заарештований литовською владою, засуджений до тюремного ув'язнення. У 1936 році звільнений із ув'язнення.
З 1936 до 1937 року — секретар підпільного Каунаського районного комітету КП Литви. Очолював робітничий страйк у Каунасі в 1937 році.
У 1937—1938 роках — інструктор ЦК КП Литви в Біржайському, Паневезькому, Рокішському, Утенському, Зарасайському районах.
У 1938—1940 роках — член Секретаріату ЦК Литви (деякий час керував роботою Секретаріату). Одночасно був секретарем підпільного Каунаського повітового комітету КП Литви, головним редактором газети «„Darbininkų  kova» («Робітнича боротьба»).
У 1940 році був головним редактором друкованого органу ЦК КП Литви газети «Tiesa» («Правда»).
Після окупації Литви радянськими військами у липні 1940 року призначений комісаром армії Литовської Республіки.
У 1940 — березні 1941 року — 1-й секретар Каунаського міського комітету КП(б) Литви.
8 березня — липень 1941 року — секретар ЦК КП(б) Литви із харчової промисловості.
Під час німецько-радянської війни перебував у евакуації в місті Пензі (РРФСР), після війни жив у Вільнюсі. Помер 10 січня 1946 року.